# Taras Borovok
Taras Borovok (ukrajinsky: Тарас Боровок) je ukrajinský plukovník, filmový režisér, hudební producent, zpěvák a skladatel. Jeho vlastenecká píseň „Bayraktar“, vydaná 1. března 2022 v souvislosti s ruskou invazí na Ukrajinu, se stala světově proslulou.

## Život a kariéra
Po uvolnění z armády v roce 2006 pracoval Borovok jako televizní moderátor a filmový producent. Jeho život se změnil 24. února 2022 se začátkem ruské okupace, kdy byl povolán do armády a začal pracovat v Komunikačním centru Pozemních sil Ukrajiny.
V rozhovoru pro turecký tisk Borovok řekl: „Vedeni Ukrajinských Ozbrojených sil vědelo o mém tvůrčím nadání, a proto jsem byl požádan, abych připravil video o tureckém dronu Bayraktaru TB2, který naší armádě hodně pomohl na bitevním poli. Myslel jsem, že nejlepší by bylo napsat o tom písničku. Složil jsem melodii a během chvilky vymyslel text. Píseň byla hotova za 2 hodiny."
Taras později vydal alternativní verze své písně: remix ukrajinského DJ Andrije Muzona (ukrajinsky: Андрій Музон), a mashup ve spolupráci s francouzskou zpěvačkou a skladatelkou Liz Šettnerovou. Díky této umělecké spolupráci s Lisou se Taras Borovok stal známým ve Francii.